# Северо-Двинский округ
Северо-Двинский округ — административно-территориальная единица Северного края, существовавшая в 1929—1930 годах.
Северо-Двинский округ Северного края был образован 15 июля 1929 года. В его состав вошла территория упразднённой Северо-Двинской губернии. Центром округа был назначен город Великий Устюг.
Округ был разделён на 15 районов:
- Велико-Устюгский район. Центр — г. Великий Устюг
- Верхне-Тоемский район. Центр — с. Верхняя Тойма
- Вилегодский район. Центр — с. Ильинское
- Вохомский район. Центр — с. Вохма
- Кичменгско-Городецкий район. Центр — с. Кичменгский Городок
- Котласский район. Центр — г. Котлас
- Красноборский район. Центр — с. Красноборск
- Лальский район. Центр — рп. Лальск
- Ленский район. Центр — с. Яренск
- Никольский район. Центр — г. Никольск
- Опаринский район. Центр — п. Опарино
- Подосиновский район. Центр — с. Подосиновец
- Рослятинский район. Центр — с. Рослятино
- Сухонский район. Центр — с. Городищна
- Черевковский район. Центр — с. Черевково

30 июля 1930 года Северо-Двинский округ, как и большинство остальных округов СССР, был упразднён. Его районы отошли в прямое подчинение Северного края.